# 清華大學泥沙實驗室
清華大學泥沙實驗室（Sediment Laboratory）是清華大學的一級實驗室，位於學堂路西，由中國科學院院士錢寧教授創建，建築第一期為1978至1982年，建築面積為3889平方公尺；二期建築為796平方米，建於1984至1985年。